# RWCP
RWCP 新情報処理開発機構（RWCP:Real World Computing Partnership しんじょうほうしょりかいはつきこう、1992年 - 2002年 ）は、通産省による最後の国家10年プロジェクト。
実世界知能分野と並列分散コンピューティング分野に研究資源をつくば集中研と各参加企業の分散研に集約して遂行した。